# Čazma
Čazma [ˈtʃǎzmâ] (ungarisch Csázma) ist eine Ortschaft in Kroatien. 

## Lage
Čazma liegt am Fluss Česma zwischen Bjelovar und Ivanić-Grad in der Gespanschaft Bjelovar-Bilogora. Die Einwohnerzahl der Gesamtgemeinde beträgt laut Volkszählung von 2011 8077 Einwohner. Čazma selber hat 2801 Einwohner. 
Weiterhin fallen folgende Dörfer und Gehöfte unter die Verwaltungseinheit Čazma: Babinac, Donja Petrička, Đurđic, Gornja Petrička, Ivanska, Kolarevo Selo, Križic, Paljevine, Rastovac, Samarica, Srijedska, Stara Plošćica und Utiskani.

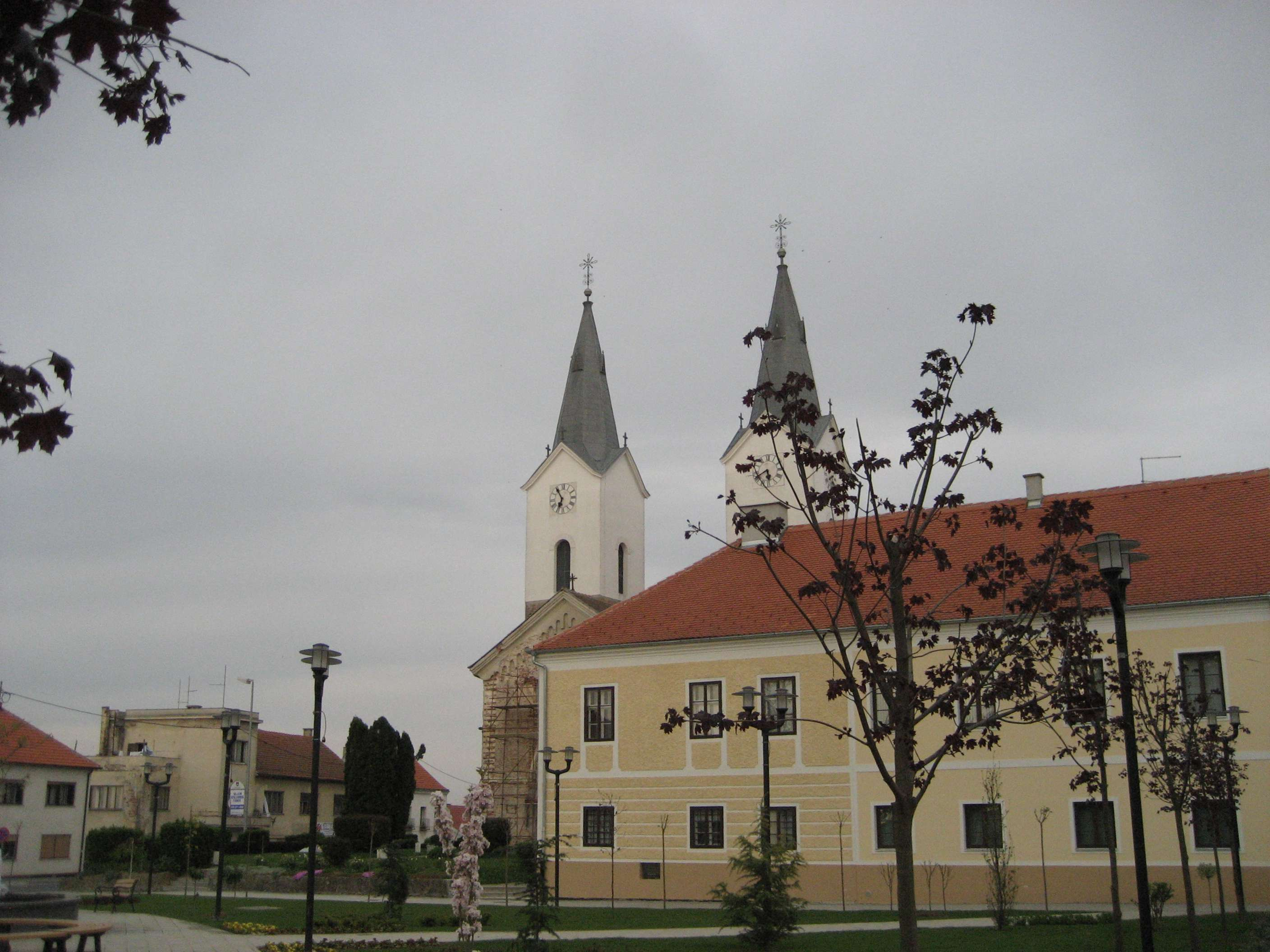
Die Kirche der hl. Magdalena in Čazma

## Wirtschaft
Mit Čazmatrans hat ein bedeutendes kroatisches Transportunternehmen in Čazma seinen Sitz.

## Verkehr
In Čazma kreuzen sich die Nationalstraßen D 26 (Autobahn 4/Vrbovec – Garešnica) und D 43 (Bjelovar – Ivanić-Grad/Autobahn 3). Die nächste Autobahnanschlussstelle der A3 (Ivanić-Grad) befindet sich 18 km westlich der Stadt.

## Persönlichkeiten
- Janus Pannonius (kroatisch Ivan Čezmićki, 1434–1472), Dichter
- Slavko Kolar (1891–1963), Schriftsteller